# Kromolin Stary
Kromolin Stary (do 2010 Stary Kromolin) – wieś w Polsce położona w województwie łódzkim, w powiecie zduńskowolskim, w gminie Szadek.
| SIMC    | Nazwa       | Rodzaj    |
| ------- | ----------- | --------- |
| 0714774 | Aleksandrów | część wsi |

Wieś królewska w tenucie szadkowskiej w powiecie szadkowskim województwa sieradzkiego w końcu XVI wieku. W latach 1975–1998 miejscowość administracyjnie należała do województwa sieradzkiego.